# The Alternative Way
"The Alternative Way" is een nummer van de Nederlandse zangeres Anita Meyer. Het nummer verscheen op haar debuutalbum In the Meantime I Will Sing uit 1976. In februari dat jaar werd het nummer uitgebracht als de eerste single van het album.

## Achtergrond
"The Alternative Way" is geschreven en geproduceerd door Hans Vermeulen. Vermeulen haalde zijn inspiratie voor het nummer uit het werk van Stevie Wonder. De samenwerking tussen Meyer en Vermeulen was niet nieuw. Meyer was op dat moment al een jaar een van de zangeressen van Vermeulens band Rainbow Train; de band verzorgde ook de instrumentatie op deze single van Meyer.
"The Alternative Way" begint als een vrolijk popnummer, maar ongeveer halverwege wordt het tempo vertraagd. In dit deel neemt Vermeulen de zang over van Meyer. Na een minuut keert het oude popthema terug, waarna het nummer eindigt met zang van Meyer.
De single werd in Nederland veel gedraaid op Hilversum 3 en werd de eerste hit van Meyer in de destijds twee landelijke hitlijsten op de nationale publieke popzender. De plaat behaalde direct de nummer 1-positie in zowel de Nederlandse Top 40 als de Nationale Hitparade.
Daarnaast werd de plaat ook een hit in België, waar de 4e positie in de voorloper van de Vlaamse Ultratop 50 werd behaald., de 5e positie in de Vlaamse Radio 2 Top 30 en de 50e positie in de voorloper van de Waalse Ultratop 50.
Ter promotie van de single trad Meyer met Rainbow Train op in het televisie popprogramma AVRO's Toppop met presentator en toenmalig AVRO Hilversum 3 dj Ad Visser en danseres Penney de Jager tijdens de uitzending van vrijdagavond 27 februari 1976.

## Hitnoteringen

### Nederlandse Top 40
| Hitnotering: 06-03-1976 t/m 01-05-1976 | Hitnotering: 06-03-1976 t/m 01-05-1976 | Hitnotering: 06-03-1976 t/m 01-05-1976 | Hitnotering: 06-03-1976 t/m 01-05-1976 | Hitnotering: 06-03-1976 t/m 01-05-1976 | Hitnotering: 06-03-1976 t/m 01-05-1976 | Hitnotering: 06-03-1976 t/m 01-05-1976 | Hitnotering: 06-03-1976 t/m 01-05-1976 | Hitnotering: 06-03-1976 t/m 01-05-1976 | Hitnotering: 06-03-1976 t/m 01-05-1976 | Hitnotering: 06-03-1976 t/m 01-05-1976 |
| Week                                   | 1                                      | 2                                      | 3                                      | 4                                      | 5                                      | 6                                      | 7                                      | 8                                      | 9                                      |                                        |
| -------------------------------------- | -------------------------------------- | -------------------------------------- | -------------------------------------- | -------------------------------------- | -------------------------------------- | -------------------------------------- | -------------------------------------- | -------------------------------------- | -------------------------------------- | -------------------------------------- |
| Nummer                                 | 19                                     | 7                                      | 4                                      | 1                                      | 2                                      | 4                                      | 19                                     | 29                                     | 37                                     | uit                                    |

### Nationale Hitparade
| Hitnotering: 06-03-1976 t/m 17-04-1976 | Hitnotering: 06-03-1976 t/m 17-04-1976 | Hitnotering: 06-03-1976 t/m 17-04-1976 | Hitnotering: 06-03-1976 t/m 17-04-1976 | Hitnotering: 06-03-1976 t/m 17-04-1976 | Hitnotering: 06-03-1976 t/m 17-04-1976 | Hitnotering: 06-03-1976 t/m 17-04-1976 | Hitnotering: 06-03-1976 t/m 17-04-1976 | Hitnotering: 06-03-1976 t/m 17-04-1976 |
| Week                                   | 1                                      | 2                                      | 3                                      | 4                                      | 5                                      | 6                                      | 7                                      |                                        |
| -------------------------------------- | -------------------------------------- | -------------------------------------- | -------------------------------------- | -------------------------------------- | -------------------------------------- | -------------------------------------- | -------------------------------------- | -------------------------------------- |
| Nummer                                 | 16                                     | 4                                      | 1                                      | 1                                      | 3                                      | 7                                      | 29                                     | uit                                    |

### NPO Radio 2 Top 2000
| Nummer met noteringen in de NPO Radio 2 Top 2000 | '99  | '00  | '01  | '02 | '03  | '04  | '05  | '06  | '07 | '08  | '09  | '10  | '11  |
| ------------------------------------------------ | ---- | ---- | ---- | --- | ---- | ---- | ---- | ---- | --- | ---- | ---- | ---- | ---- |
| The Alternative Way                              | 1267 | 1009 | 1149 | 889 | 1187 | 1096 | 1001 | 1220 | 949 | 1061 | 1693 | 1473 | 1849 |

1. ↑  Een vetgedrukt getal geeft de hoogste notering aan.
2. ↑  Deze tabel is bijgewerkt tot en met de laatste editie (2024).